# Кая, Шюкрю
Шюкрю Кая (1883, Истанкой, о. Кос — 10 января 1959, Стамбул) — турецкий государственный деятель и политик, занимавший должности министра сельского хозяйства, министра иностранных дел, министра внутренних дел (1927—1938) в нескольких правительствах Турецкой республики, а также генерального секретаря Республиканской народной партии (1935—1939).

## Биография

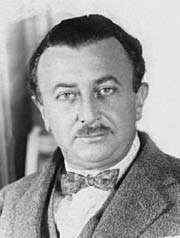
Шюкрю Кая в 1920-х годах

Родившийся на острове Истанкой (Кос), часть Додеканеса в тогдашней Османской империи, Мехмед Шюкрю (имя при рождении и до принятия фамилий в 1934 г.) окончил среднюю школу в Галатасарае, а затем окончил юридическую школу в 1908 году. Защитил дипломную работу в Париже, Франция. Работал инспектором казначейства Османской империи.
В начале Первой мировой войны был назначен директором по расселению племён и мигрантов. В этой должности он осуществлял практическую часть депортации армян во время Геноцида армян. В сентябре 1915 года его перевели в Алеппо, важный транзитный пункт на пути депортации в сирийскую пустыню.
Во время геноцида армян ему было поручено управлять концентрационными лагерями депортированных армян в Сирии. Чтобы справиться с большим притоком армян в этот район, он проводил политику поддержания процента армян к прочему населению на неизменном уровне: это означало, что как только число армян превышало определённое соотношение, «лишних» эвакуировали из лагерей и впоследствии убивали. 19 декабря 1915 года Шюкрю заявил немецкому инженеру Бастендорфу следующее:
«Окончательное решение — это уничтожение армянской расы. Столкновения, которые продолжались между армянами и мусульманами, достигли финальной точки. Более слабая сторона будет уничтожена».
Затем он был назначен в Ирак, но он подал в отставку и переехал в Измир (Смирну).
Работал учителем в средней школе Буджа Султаниси. После Мудросского перемирия принимал участие в турецком национальном движении. После оккупации Стамбула державами Антанты он был арестован британской администрацией и выслан на Мальту, но бежал на континент, а затем отправился в Анатолию и присоединился к турецкой войне за независимость.
В новообразованной Турецкой республике Шюкрю Кая занимал пост министра сельского хозяйства, министра иностранных дел и министра внутренних дел в нескольких кабинетах в период с 1924 по 1938 год. Также в 1920-е гг. он был одним из лиц, причастных к программе депортации курдов в западные регионы с целью их ассимиляции.
Умер 10 января 1959 года в Стамбуле.